# Minuwangoda Division
Minuwangoda Division är en division i Sri Lanka.   Den ligger i distriktet Gampaha District och provinsen Västprovinsen, i den sydvästra delen av landet, 29 km nordost om huvudstaden Colombo. Antalet invånare är 178 401.